# Ryūji Miyamoto
Ryūji Miyamoto (宮本 隆司, Miyamoto Ryūji) né en 1947 dans l'arrondissement de Setagaya à Tokyo est un photographe japonais et documentariste.
Il est lauréat de l'édition 1988 du prix Ihei Kimura

## Publications
- 1997: Kowloon Walled City. Heibonsha, Tokyo,  (ISBN 4-582-27736-5).
- 1999: Ryuji Miyamoto. Steidl Verlag, Göttingen,  (ISBN 3-88243-576-3).